# Dietschi (Unternehmen)
Die Dietschi AG ist ein Schweizer Verlags- und Medienunternehmen mit Hauptsitz in Olten und Zweigniederlassung in Waldenburg.
Das Unternehmen wurde von Peter Dietschi gegründet. Es gibt nebst dem Oltner Tagblatt, welches seit 1878 im Verlag erscheint, auch die Oberbaselbieter Zeitung, die Zeitschrift Semaphor, Klassiker der Eisenbahn und einige wenige Bücher heraus.
Zum Unternehmen gehört eine Druckerei, in der die verlagseigenen Zeitungen gedruckt werden. Im Gegensatz zu den anderen Partnern der az Nordwestschweiz (früher Mittelland-Zeitung) druckt die Dietschi AG auch die Sonntagsausgabe selbst. Im Weiteren gehören der Firma zwei Druckparks.
Die Dietschi AG beschäftigt rund 130 Mitarbeiter.